# Lara González Oteiza
Lara González Oteiza (Pamplona, 14 de abril de 1986) es una ex gimnasta rítmica española que compitió en la modalidad de conjuntos, siendo olímpica en Pekín 2008. Logró 2 medallas de plata en la Final de la Copa del Mundo de Benidorm (2008) y posee además 5 medallas en pruebas de la Copa del Mundo, entre otras preseas en diversas competiciones internacionales. Actualmente trabaja como modelo y fisioterapeuta. Es hermana de la también exgimnasta Bárbara González Oteiza. 

## Biografía deportiva

### Inicios
Lara comenzó a practicar gimnasia rítmica como parte de las actividades extraescolares del colegio con 7 años de edad, ingresando posteriormente en el Club Natación Pamplona. Abandonaría el club con 15 años tras ser solicitada por la seleccionadora nacional.

### Etapa en la selección nacional

#### 2002 - 2004: primeras competiciones internacionales
En enero de 2002 fue reclamada para formar parte de la selección nacional de gimnasia rítmica de España en la modalidad de conjuntos, en la que ya se encontraba su hermana Bárbara desde hacía un año. Entrenó desde entonces una media de 8 horas diarias en el Centro de Alto Rendimiento de Madrid a las órdenes de Rosa Menor y Noelia Fernández, y desde 2004 de Anna Baranova y Sara Bayón. Al principio formaba parte de las gimnastas suplentes y no era convocada a las competiciones, hasta que en 2003 entró en el conjunto titular.
Para febrero de 2003, el conjunto conquistó los 3 oros disputados en el Torneo Internacional de Madeira. Al Trofeo Sant Petersburg Pearls, en el que el conjunto logró 3 bronces, no fue convocada. Posteriormente, en el Triangular Internacional de Torrevieja obtiene la plata en el concurso general. En abril de 2003 el conjunto español compitió en el Campeonato de Europa de Riesa, en el que logró el 6.º puesto en el concurso general, el 7.º en 3 aros y 2 pelotas y el 8.º en 5 cintas. Esta fue la primera competición oficial en la que Lara compitió con su hermana Bárbara González Oteiza. En septiembre disputó el Campeonato del Mundo de Budapest, logrando nuevamente el 6.º puesto en el concurso general, y obteniendo así el pase a los Juegos Olímpicos de Atenas 2004. También lograron el 7.º puesto en 3 aros y 2 pelotas, y el 6.º en 5 cintas. El conjunto estuvo integrado a principios de año por Lara, Sonia Abejón, Blanca Castroviejo, Bárbara González Oteiza, Isabel Pagán y Nuria Velasco, aunque Blanca Castroviejo se retiró en mayo, volviendo a la titularidad Marta Linares.
En febrero de 2004, Lara compitió en el Torneo Internacional de Madeira, obteniendo el combinado español 3 medallas de plata, pero el resto del año no formó parte del conjunto titular y no sería convocada finalmente para los Juegos Olímpicos de Atenas. El combinado nacional consiguió en los mismos la 7.ª posición en la final, por lo que obtuvo el diploma olímpico. Las seis integrantes del conjunto en los Juegos fueron Sonia Abejón, Bárbara González Oteiza, Marta Linares, Isabel Pagán, Carolina Rodríguez y Nuria Velasco. Tanto Lara como Ana María Pelaz, que también formaba parte del equipo aquel año y no fue convocada, viajaron a Atenas y animaron a sus compañeras desde la grada.

#### 2005 - 2008: ciclo olímpico de Pekín 2008
Para 2005, Lara volvería a la titularidad tras la retirada de Sonia Abejón y la vuelta a la competición individual de Carolina Rodríguez. Ese año la nueva seleccionadora nacional era Anna Baranova, siendo también desde entonces entrenadora del conjunto junto a Sara Bayón. En el Campeonato del Mundo de Bakú, el conjunto obtuvo el 7.º puesto en el concurso general y el 6.º en 3 aros y 4 mazas. El conjunto lo formaron ese año Lara, Bárbara González Oteiza, Marta Linares, Isabel Pagán, Ana María Pelaz y Nuria Velasco.
A principios de marzo de 2006, el conjunto español obtiene 3 medallas de plata en el Torneo Internacional de Madeira. En septiembre, en la prueba de la Copa del Mundo celebrada en Portimão, el conjunto logra el bronce en 5 cintas y la plata en 3 aros y 4 mazas, además del 5.º puesto en el concurso general. Ese mismo mes, en el Campeonato de Europa de Moscú logró el 5.º puesto en el concurso general y el 5.º puesto en la final de 5 cintas. En noviembre el combinado español participó en la Final de la Copa del Mundo en Mie, donde obtuvo el 5.º puesto en 5 cintas y el 8.º en 3 aros y 4 mazas. El conjunto era prácticamente el mismo que el año anterior pero con Violeta González sustituyendo a Marta Linares. 
En abril de 2007, en la prueba de la Copa del Mundo disputada en Portimão, el conjunto consigue el 5.º puesto en el concurso general y el 6.º tanto en la final de 5 cuerdas como en la de 3 aros y 4 mazas. En mayo obtiene la medalla de plata tanto en el concurso general como en la final de 3 aros y 4 mazas de la prueba de la Copa del Mundo disputada en Nizhni Nóvgorod, además del 4.º puesto en 5 cuerdas. En septiembre de ese mismo año tuvo lugar el Campeonato del Mundo de Patras. El conjunto obtuvo el 5.º puesto en el concurso general, lo que les dio la clasificación para los Juegos Olímpicos de Pekín 2008. También lograron el 6.º puesto tanto en 5 cuerdas como en 3 aros y 4 mazas. En diciembre disputaron el Preolímpico de Pekín, obteniendo el 8.º puesto en el concurso general. El conjunto titular lo integrarían ese año Lara, Bárbara González Oteiza, Isabel Pagán, Ana María Pelaz, Verónica Ruiz y Bet Salom. A finales de año se le concedió, junto a su hermana Bárbara González Oteiza, el premio a la deportista femenina más destacada en los Galardones del Deporte 2007 de Navarra, aunque no pudieron asistir por su viaje al torneo de Pekín.

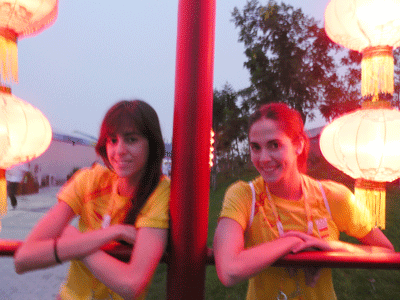
Lara (izquierda) junto a su hermana Bárbara González Oteiza en los Juegos Olímpicos de Pekín 2008.

Para esta época, además de las titulares, en la concentración preparatoria de los Juegos se encontraban otras gimnastas entonces suplentes como Sandra Aguilar, Cristina Dassaeva, Sara Garvín, Violeta González o Lidia Redondo. En junio de 2008 tuvo lugar el Campeonato de Europa de Turín, donde el conjunto logró el 6.º puesto en el concurso general y el 4.º puesto tanto en 5 cuerdas como en 3 aros y 4 mazas. En agosto de ese año participó en los Juegos Olímpicos de Pekín 2008. Serían sus primeros y únicos Juegos Olímpicos. El conjunto solo pudo obtener la 11.ª posición en la fase de calificación, después de cometer varios errores en el segundo ejercicio, el de 3 aros y 4 mazas. Esto hizo que el equipo no pudiera meterse en la final olímpica. En octubre de ese mismo año lograría dos medallas de plata en la Final de la Copa del Mundo disputada en Benidorm, tanto en la competición de 5 cuerdas como en la de 3 aros y 4 mazas. El conjunto estaba integrado por las mismas gimnastas que fueron a Pekín: Lara, Bárbara González Oteiza, Isabel Pagán, Ana María Pelaz, Verónica Ruiz y Bet Salom. La Final de la Copa del Mundo sería su última competición con el equipo español, retirándose tras este campeonato junto a su hermana Bárbara González Oteiza e Isabel Pagán.

### Retirada de la gimnasia
Tras su retirada se diplomó en Fisioterapia, carrera que estudiaba con su hermana en el Campus de la Universidad Rey Juan Carlos en Alcorcón. También practicó durante un tiempo gimnasia estética junto a su hermana Bárbara González Oteiza y otras exgimnastas nacionales como Sonia Abejón, Nuria Artigues, Rebeca García, Sara Garvín, Marta Linares, Isabel Pagán y Bet Salom. En la actualidad trabaja como modelo, faceta que ya había desarrollado en su etapa deportiva para marcas como Señoretta junto a su hermana Bárbara, además de ser fisioterapeuta.

## Equipamientos
| Período      | Proveedor       |
| ------------ | --------------- |
| 2002 - 2006  | Li-Ning         |
| 2006 - 2008  | Austral         |
| 2008         | Dvillena Esport |
| 2008 (JJ.OO) | Li-Ning         |

## Música de los ejercicios
| Año         | Aparatos                                 | Música |
| ----------- | ---------------------------------------- | --- |
| 2003        | 5 cintas                                 | «Paisaje español», de Ricardo García y «Zorro's Theme», de la banda sonora de La máscara del Zorro, compuesta por James Horner. |
| 2003        | 3 aros y 2 pelotas                       | «All That Jazz» del musical Chicago, compuesta por John Kander y Fred Ebb. |
| 2004        | 5 cintas                                 | «Paisaje español», de Ricardo García, «Habanera» de la ópera Carmen de Georges Bizet, y Malagueña de Ernesto Lecuona. |
| 2004        | 3 aros y 2 pelotas (Inicio de temporada) | Temas «Peacemaker» y «Chase» de la banda sonora de El pacificador, compuesta por Hans Zimmer. |
| 2004        | 3 aros y 2 pelotas (JJ.OO. de Atenas)    | Temas «Red Warrior», «Theme» y «Spectres in the Fog», de la banda sonora de El último samurái, compuesta por Hans Zimmer. |
| 2005 - 2006 | 5 cintas                                 | «El conquistador» de Maxime Rodriguez. |
| 2005        | 3 aros y 4 mazas                         | «Camina y ven» de David Bisbal y «Sphynx» de Giampiero Ponte. |
| 2006 - 2007 | 3 aros y 4 mazas                         | «Tristan & Iseult» de Maxime Rodriguez. |
| 2007        | 5 cuerdas                                | Temas «Be», «Mayumana», «DJ I» y «Batucada», de Mayumana. |
| 2008        | 5 cuerdas                                | Medley de varios temas, entre ellos «Asesinato del padre» de la banda sonora de Salomé (compuesta por Roque Baños), y «One» y «Capitán Casanova» de Rodrigo y Gabriela. |
| 2008        | 3 aros y 4 mazas                         | «Apocalypse Warrior (Drone)», «Voices of War (Emotional Version Featuring Female Vocal)», «Apocalypse Warrior (Orchestral Action Version)», «Voices of War (Action Version Featuring Choral)», «Apocalypse Warrior (Emotional Version Featuring Female Vocal)» y «New Empire (Orchestral Action version)», todos del álbum The Final Combat de Philippe Guez y Patrick Maarek. |

## Palmarés deportivo

### Selección española
| 2003 - Torneo Internacional de Madeira Oro en concurso general Oro en 5 cintas Oro en 3 aros y 2 pelotas - Triangular Internacional de Torrevieja Plata en concurso general - Torneo Internacional de Thiais 7.º puesto en concurso general 7.º puesto en 5 cintas - Campeonato de Europa de Riesa 6.º puesto en concurso general 8.º puesto en 5 cintas 7.º puesto en 3 aros y 2 pelotas - Grand Prix de Sofía 4.º puesto en concurso general Plata en 5 cintas Bronce en 3 aros y 2 pelotas - Campeonato del Mundo de Budapest 6.º puesto en concurso general 6.º puesto en 5 cintas 7.º puesto en 3 aros y 2 pelotas 2004 - Torneo Internacional de Madeira Plata en concurso general Plata en 5 cintas Plata en 3 aros y 2 pelotas 2005 - AGF Cup / Prueba de la Copa del Mundo en Bakú 4.º puesto en 5 cintas Bronce en 3 aros y 4 mazas - Grand Prix de Deventer / Alfred Vogel Cup 5.º puesto en concurso general 4.º puesto en 5 cintas 5.º puesto en 3 aros y 4 mazas - Grand Prix de Berlín / Berlin Masters Bronce en concurso general Bronce en 5 cintas Bronce en 3 aros y 4 mazas - Henkel Rhythmic Gymnastics / Prueba de la Copa del Mundo en Düsseldorf 4º puesto en concurso general 5º puesto en 5 cintas 4º puesto en 3 aros y 4 mazas - Campeonato del Mundo de Bakú 7º puesto en concurso general 6º puesto en 3 aros y 4 mazas 2006 - Torneo Internacional de Madeira Plata en concurso general Plata en 5 cintas Plata en 3 aros y 4 mazas - Grand Prix de Thiais 5º puesto en concurso general Resultado en finales desconocido | 2006 (continuación) - Prueba de la Copa del Mundo en Génova 6º puesto en concurso general 10º puesto en 5 cintas 9º puesto en 3 aros y 4 mazas - Prueba de la Copa del Mundo en Portimão 5º puesto en concurso general Bronce en 5 cintas Plata en 3 aros y 4 mazas - Campeonato de Europa de Moscú 5º puesto en concurso general 5º puesto en 5 cintas - Final de la Copa del Mundo en Mie 5º puesto en 5 cintas 8º puesto en 3 aros y 4 mazas 2007 - Prueba de la Copa del Mundo en Portimão 5º puesto en concurso general 6º puesto en 5 cuerdas 6º puesto en 3 aros y 4 mazas - Prueba de la Copa del Mundo en Nizhni Nóvgorod Plata en concurso general 4º puesto en 5 cuerdas Plata en 3 aros y 4 mazas - Prueba de la Copa del Mundo en Génova 6º puesto en concurso general 5º puesto en 5 cuerdas 5º puesto en 3 aros y 4 mazas - Campeonato del Mundo de Patras 5º puesto en concurso general 6º puesto en 5 cuerdas 6º puesto en 3 aros y 4 mazas - Preolímpico de Pekín 8º puesto en concurso general 2008 - Prueba de la Copa del Mundo en Portimão 6º puesto en concurso general 7º puesto en 5 cuerdas 6º puesto en 3 aros y 4 mazas - Grand Prix de Marbella / Andalucía Cup de Conjuntos Oro en 5 cuerdas - Prueba de la Copa del Mundo en Minsk 5º puesto en concurso general 5º puesto en 5 cuerdas 5º puesto en 3 aros y 4 mazas - Campeonato de Europa de Turín 6º puesto en concurso general 4º puesto en 5 cuerdas 4º puesto en 3 aros y 4 mazas - Juegos Olímpicos de Pekín 2008 11º puesto en calificación - Final de la Copa del Mundo en Benidorm Plata en 5 cuerdas Plata en 3 aros y 4 mazas |

## Premios, reconocimientos y distinciones
- Galardón Deportivo del Gobierno de Navarra a la mejor deportista navarra (2007)[17][7][18]

## Galería

### Entrenamiento del conjunto nacional en diciembre de 2003

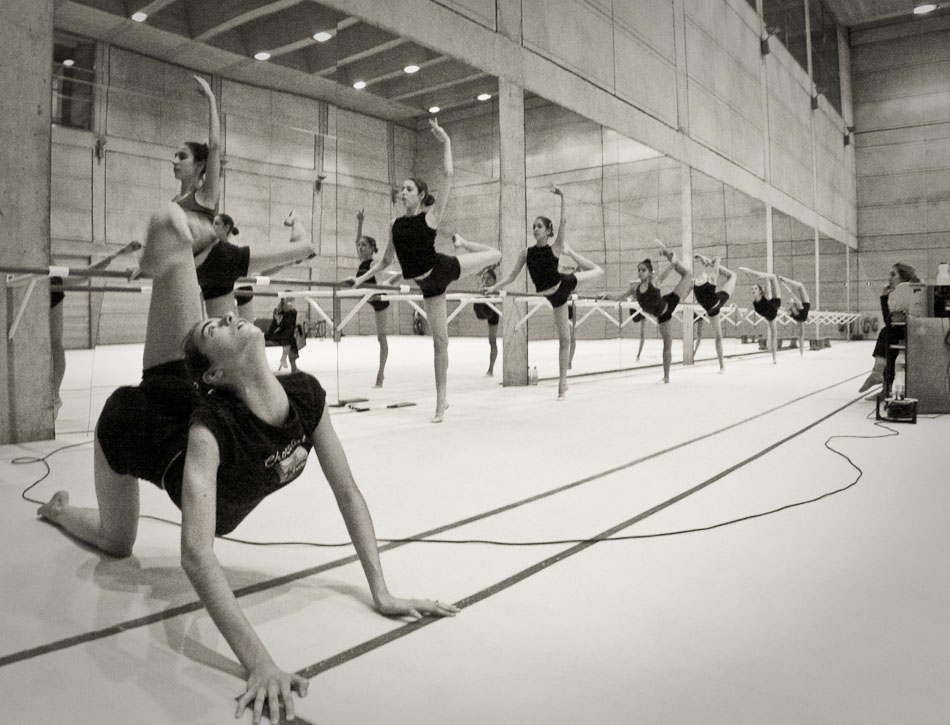
Lara González (en primer plano) apoyada en el suelo en posición de attitude durante un entrenamiento en el CAR de Madrid en 2003 junto al resto de la selección.
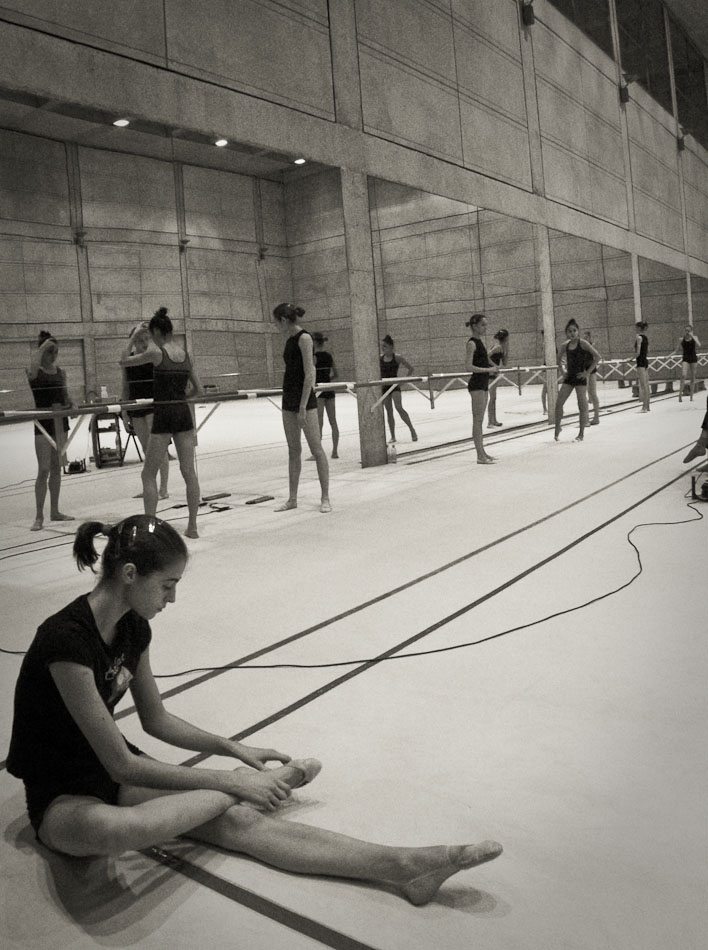
Lara González (en primer plano) junto al resto de las componentes de la selección nacional durante un descanso.
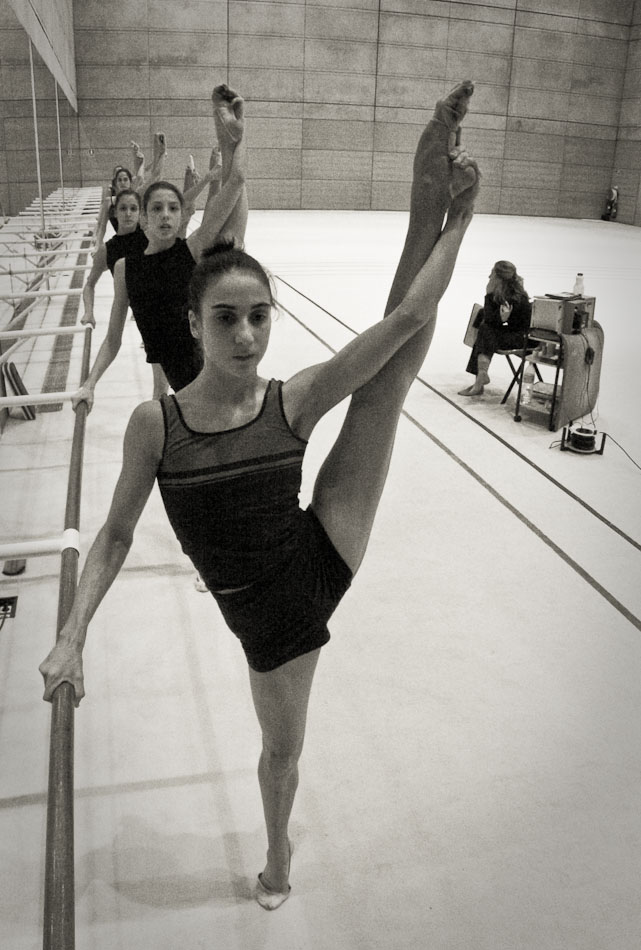
Las componentes del conjunto nacional realizando un split o spagat lateral en la barra de ballet.
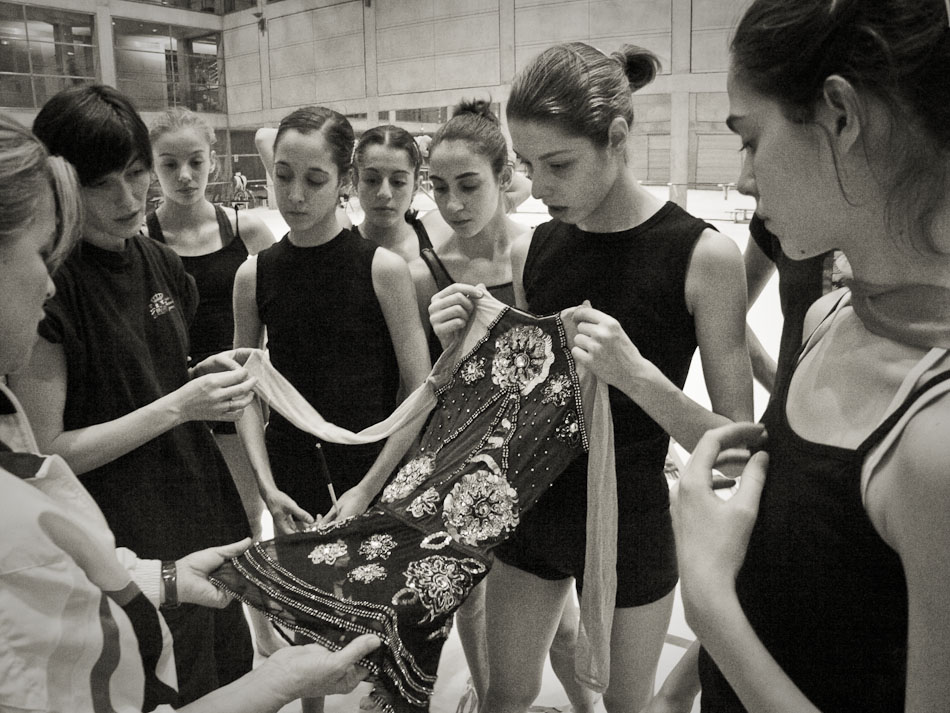
Varias integrantes del conjunto español y las entrenadoras Rosa Menor y Noelia Fernández observando un maillot.

## Filmografía

### Programas de televisión
| Programas de televisión | Programas de televisión     | Programas de televisión | Programas de televisión   |
| Año                     | Título                      | Cadena                  | Notas                     |
| ----------------------- | --------------------------- | ----------------------- | ------------------------- |
| 2004                    | El sueño olímpico. ADO 2004 | La 2 de TVE             | Entrevistada en reportaje |
| 2007                    | Olímpicos. ADO 2008         | La 2 de TVE             | Aparición en reportaje    |

## Publicidad
- Modelo junto a su hermana Bárbara en catálogo otoño-invierno de la marca Sistter de Señoretta (2008).[13]
- Campaña «La otra cara de la medalla» para el Programa ADO, consistente en una sesión fotográfica y un anuncio de televisión realizado por Jaume de Laiguana (2008).[19]
- Campaña «Mi mundo» para la promoción de Diario de Navarra (2010).[20]